# Rinosinusitis crónica
La rinosinusitis crónica se caracteriza por la persistencia de inflamación y fibrosis subepitelial de la mucosa de los senos. Los infiltrados inflamatorios son ricos en linfocitos T, monocitos/macrófagos, células plasmáticas y eosinófilos. En la actualidad, se considera que las citosinas tipo II actúan como mediadores de la inflamación crónica de los senos paranasales, principalmente las interleucinas (IL) IL-3, IL-5, y en especial la IL-8 como factor quimio táctico causante de inflamación específica de senos paranasales.

## Epidemiología
La rinosinusitis crónica afecta a un 8 -10% de la población con un gran impacto en la calidad de vida. Según el estudio OLFACAT, un 5% de la población catalana, y por extrapolación de la española, ha sido diagnosticado de rinosinusitis crónica por su médico.

## Etiología
Se ha puesto en duda la participación bacteriana primaria, no solo por la cantidad y calidad de fármacos de los que se disponen en la actualidad y la mala respuesta a ellos, sino porque las teorías alérgicas e inmunológicas, así como las anormalidades anatómicas tienen mayor aceptación cada día; por ello se piensa que la participación bacteriana es secundaria o agregada y que perpetúa el cuadro o lo hace más severo. Los gérmenes que se han aislado con mayor frecuencia son Streptococcus pneumoniae y Haemophilus influenzae.

## Clínica
Para orientar el diagnóstico positivo debemos estudiar los síntomas. La mayoría de los síntomas rinológicos (obstrucción nasal, rinorrea anterior, rinorrea posterior, acceso de estornudos, sensación opresiva o dolor facial) se observan en todas las enfermedades rinosinusales, agudas o crónicas. La cuestión es saber si ciertos síntomas pueden orientar hacia el diagnóstico de poliposis nasosinusal e incluso ser patognomónicos. En un estudio en el que se analizaron los síntomas de cerca de 500 pacientes que consultaron por disfunción rinosinusal crónica a lo largo del año, la anosmia y la ageusia son los dos únicos síntomas que tienen un fuerte valor de orientación diagnóstica hacia una poliposis nasosinusal. Los otros síntomas (obstrucción nasal, rinorrea anterior, rinorrea posterior, acceso de estornudos, dolor facial) son comunes a todas las enfermedades rinosinusales.

## Diagnóstico
Recientemente, la Academia Americana de Otorrinolaringología indicó que para realizar el diagnóstico de rinosinusitis crónica deben reunirse ciertos criterios clínicos, los cuales dividió en mayores y menores y son los siguientes: 
- Criterios mayores: Algia facial, obstrucción nasal, rinorrea posterior, rinorrea anterior purulenta a la exploración física e hiposmia.
- Criterios menores: Cefalea, fiebre, halitosis, astenia, dolor dental y plenitud ótica.

Para realizar el diagnóstico se requiere, además del tiempo de evolución:
- Dos criterios mayores.
- Un criterio mayor y dos menores.
- Rinorrea purulenta.